# 埃内斯托·卡斯塔诺
埃内斯托·卡斯塔诺（義大利語：Ernesto Castano，1939年5月2日—2023年1月5日），意大利男子足球运动员，场上位置是后卫。他曾代表意大利国家队参加1968年欧洲足球锦标赛，结果获得冠军。